# Raffineur
Der Raffineur (französisches Synonym) bezeichnet eine in der Holzschleiferei verwendete Maschine zum Verfeinern des Grobstoffs (Splitter, Faserbündel), der zwischen den Stirnseiten eines mit 120 bis 160 Umdrehungen pro Minute rotierenden und eines feststehenden Basaltlavasteins verfeinert wird. Entwickelt wurde der Raffineur von Johann Matthäus Voith im Jahr 1859 zur Verbesserung der Papierqualität.
Diese Maschine wird heute vielfach durch Refiner ersetzt.
Der Raffineur wird auch als Feinwalze für Schokoladenmasse genutzt. Durch das Feinwalzen bekommt die Schokolade eine möglichst feine Konsistenz und man hat so kein „sandiges“ Gefühl auf der Zunge.